# Tight Fit
Tight Fit was een Britse popgroep die begin jaren 80 korte tijd populair was. Tight Fit scoorde enkele hits met een typisch ABBA-geluid. De overeenkomst was zo sterk, dat het management van ABBA met een rechtszaak dreigde als de groep bleef doorgaan met het imiteren van ABBA.
De groep bestond uit de zanger Steve Grant (26 februari 1960) en de zangeressen Julie Harris (15 augustus 1958) en Denise Gyngell (30 augustus 1961), alhoewel er geruchten gingen dat de groepsleden nooit zelf gezongen hebben. Producer was Tim Friese-Greene, die ook producer van Talk Talk was.
In Nederland scoorde de groep hun enige hit met het nummer The Lion Sleeps Tonight, dat in 1982 een nummer 1-hit werd.
In het Verenigd Koninkrijk scoorde de band eerst een Stars on 45-achtige disco-medley-hit, en na The Lion Sleeps Tonight nog één hit met Fantasy Island. Dit nummer was oorspronkelijk van The Millionaires die hiermee in 1981 meededen aan de Nederlandse voorronde van het Eurovisiesongfestival.

## Discografie
| Single met eventuele hitnotering(en) in de Nederlandse Top 40 | Datum van verschijnen | Datum van binnenkomst | Hoogste positie | Aantal weken | Opmerkingen |
| ------------------------------------------------------------- | --------------------- | --------------------- | --------------- | ------------ | ----------- |
| The lion sleeps tonight                                       | 1982                  | 27-03-1982            | 1(2wk)          | 10           |             |

## Trivia
- De komiek André van Duin maakt een Nederlandse versie van het nummer The Lion Sleeps Tonight onder de titel Een boutje en een moertje en een schroefje en een nippeltje.